# AS Vita Club
Association Sportive Vita Club, mai cunoscută sub numele de AS Vita Club sau pur și simplu Vita Club, este un club de fotbal congolez cu sediul în Kinshasa.

## Istoria clubului
AS Vita Club a fost fondat în 1935 de Honoré Essabe sub numele Renaissance aflat pe rue Usoke n° 73 în Kinshasa.
În 1939 numele s-a schimbat și a devenit Diables Rouges, apoi în 1942 Victoria Club și din 1971 Vita Club. La 17 decembrie 1976, clubul a obținut oficial statutul de club omnisport  pentru mai multe discipline, pe lângă fotbal, mai având baschet, judo, box, volei, handbal și, de asemenea, o secție de karate pe care în ziua de azi nu o mai au.
„Vita” este unul dintre cele mai renumite trei cluburi din RD Congo, fiind al doilea câștigător al Cupei Campionilor din RD Congo. Clubul a dominat în RD Congo în anii 1970, câștigând șapte titluri naționale, de cinci ori Cupa Națională și un titlu continental în 1973. În 1981, Vita a ajuns din nou în finala Cupei Campionilor, dar a pierdut ambele meciuri împotriva celor de la JS Kabylie din Algeria cu scorul de 5-0 per total, iar în 2014 pierde finala iarăși împotriva unei echipe din Algeria, ES Sétif, după doua meciuri de egalitate, deoarece au încasat mai multe goluri pe teren proriu.

## Palmares și statistici

### Titluri și trofee
| Competiții Naționale | Competiții Continentale |
| - Campionatul RD Congo (14) : - Campioni : 1970, 1971, 1972, 1973, 1975, 1977, 1980, 1988, 1993, 1997, 2003, 2010, 2015, 2018. - Cupa RD Congo (9) : - Câștigători : 1971, 1972, 1973, 1975, 1977, 1981, 1982, 1983, 2001. - Finalistă : 1961, 1984, 1997. - Supercupa RD Congo (2) : - Câștigători : 2011, 2015. | - Liga Campionilor CAF : - Câștigători (1) - 1973 - Finalistă (2) - 1981, 2014 - Cupa Confederației CAF : - Finalistă (1) - 2018 - Cupa CAF : - Semifinala (1) - 1996 - Cupa Cupelor CAF : - Semifinala (1) - 1976 |

### Finale
| 1973 | Vita Club | 5 - 4 | Asante Kotoko | 1981 | Vita Club | 0 - 5       | JS Kabylie |  |  |  |  | 2018 | Vita Club | 3 - 4 | Raja Casablanca |
|      |           |       |               | 2014 | Vita Club | 3 - 3 (g.d) | ES Sétif   |  |  |  |  |      |           |       |                 |

## Performanță în competițiile CAF
- Cupa Africii a Cluburilor Campionilor / Liga Campionilor CAF : 14 prezențe

Clubul are 8 apariții în Cupa Africii a Cluburilor Campionilor din 1971 până în 1995 și 6 apariții în Liga Campionilor CAF din 1998 până în prezent.
| 1971 - Runda a doua 1973 - Campioni 1974 - Runda a doua 1975 - Runda a doua 1978 - Semifinală | 1981 - Finalistă 1989 - Runda a doua 1995 - Prima rundă 1998 - Prima rundă 2004 - Runda a doua | 2011 - Prima rundă 2012 - Prima rundă 2013 - Prima rundă 2014 - Finalistă |

- Cupa Confederației CAF : 3 prezențe

2008  - A doua rundă
2009  - Etapa grupelor
2010  - A doua rundă
2018  - Finalistă
- Cupa CAF : 2 apariții

1996 - Semifinală
1999 - Runda a doua
- Cupa Cupelor CAF : 6 prezențe

| 1976 - Semifinală 1979 - sferturi de finală | 1982 - sferturi de finală 1983 - sferturi de finală | 1984 - Runda a doua 2002 - sferturi de finală |

## Referință
1. ↑  Stade des Martyrs de la Pentecôte Arhivat în 23 iulie 2017, la Wayback Machine. worldfootball.com
2. 1 2  „Istoria Clubului” (în franceză). Arhivat din original la 13 februarie 2014. Accesat în 10 ianuarie 2013.
3. ↑  AS V.Club - Finala din 2014 weltfussballarchiv.com
4. ↑  „Congo (Kinshasa) – Lista Campionilor”.
5. ↑  Radio Okapi la Linafoot remettra le trophée de champion à V.club
6. ↑  „Divizia I: Linafoot va prezenta trofeul campioanei la V.club”. Arhivat din original la 15 octombrie 2017.
7. ↑  „Câștigătorii Cupei Congo”. Accesat în 16 decembrie 2017.
8. ↑  „Toate finalele ale Ligii Campionilor a Africii”. www.aworldofsoccer.com (în engleză). Accesat în 15 februarie 2012.

## Legături externe
- Profilul clubului la footballzz.com
- Profilul clubului la weltfussball.de
- Turnee Continentale
- soccerway.com